# REムスクロン
ロイヤル・エクセルシオール・ムスクロン (フランス語: Royal Excelsior Mouscron) 、通称エクセルシオール・ムスクロン (フランス語: Excelsior Mouscron) は、かつてベルギー・エノー州ムスクロンを本拠地としていたサッカークラブである。

## 歴史
1964年にStade MouscronとA.R.A. Mouscronとが合併して現在のクラブが誕生した。
1996-97シーズンから2009-10シーズンまで、ジュピラー・プロ・リーグ（1部）に所属。2004-05シーズンには財政面での問題が持ち上がり、クラブの会長でありムスクロン市長でもあったJean-Pierre Detremmerieが退いている。
2009年12月28日、クラブは倒産し、リーグ戦から撤退することが発表された。選手は全員自由契約扱いとなった。2010年3月11日、チームはロイヤル・ラシン・クラブ・ペルウェルツが吸収合併し、新たにロイヤル・ムスクロン＝ペルウェルツが誕生。エクセルシオール・ムスクロンは46年の歴史に幕を閉じた。

## 獲得タイトル

### 国内タイトル
なし

### 国際タイトル
なし

## 近年の成績
- 2000-01 ジュピラーリーグ 7位
- 2001-02 ジュピラーリーグ 6位
- 2002-03 ジュピラーリーグ 13位
- 2003-04 ジュピラーリーグ 5位
- 2005-06 ジュピラーリーグ 14位
- 2006-07 ジュピラーリーグ 10位
- 2007-08 ジュピラーリーグ 11位
- 2008-09 ジュピラー・プロ・リーグ 11位
- 2009-10 ジュピラー・プロ・リーグ 16位（財政難による勝ち点剥奪）

## 歴代監督
- ポール・ピュト 2006
- エンツォ・シーフォ 2007-2009
- ミロスラヴ・ジュキッチ 2009

## 歴代所属選手
- ミハウ・ジェヴワコフ 1999-2002
- パスカル・レニエ 2002-2003
- スティーブン・レイバット 2003-2004
- サミール・ベルーファ 2003-2005
- イフェス・ファンデルハーヘ 1992-1994
- ステファーン・タンヘ 1997-1998
- ジョナサン・ブロンデル 2001-2002
- ワルター・バセッジョ 2008-2010
- エミール・ムペンザ 1996-1997
- ムボ・ムペンザ 1996-1997、2001-2004
- マルチン・ジェヴワコフ 1999-2005
- ネナド・イェストロビッチ 2000-2001
- ルイジ・ピエローニ 2003-2004
- エルミン・シリャク 2005-2006
- デンバ・バ 2006-2007
- ジェイシー・ジョン 2008-2009
- マクシム・レスティエンヌ 2008-2009